# Paralucilia desantisi
Paralucilia desantisi är en tvåvingeart som först beskrevs av Mariluis 1989.  Paralucilia desantisi ingår i släktet Paralucilia och familjen spyflugor.
Artens utbredningsområde är Ecuador. Inga underarter finns listade i Catalogue of Life.